# Rezerwat przyrody Torfowisko Sobowice
Torfowisko Sobowice – torfowiskowy rezerwat przyrody znajdujący się na terenie gminy Chełm, w powiecie chełmskim, w województwie lubelskim.
- położenie geograficzne – Pagóry Chełmskie
- powierzchnia (dane nadesłane z nadleśnictwa) – 95,46 ha
- rok utworzenia – 2004
- dokument powołujący – rozporządzenie nr 13 Wojewody Lubelskiego z dnia 5 marca 2004 roku w sprawie uznania za rezerwat przyrody (Dz.U. z 2004 r. nr 53, poz. 1021).
- przedmiot ochrony (według aktu powołującego) – zachowanie ze względów naukowych i dydaktycznych unikatowych źródliskowych torfowisk kopułowych z charakterystyczną sekwencją osadów torfowo-węglanowych oraz mozaiki zbiorowisk roślinności torfowiskowej i ciepłolubnej z licznymi chronionymi i rzadkimi gatunkami flory i fauny[1].

Przez rezerwat przebiega rowerowy szlak turystyczny – „Uroki Sobowickie”, występuje tam borsuk, lis oraz inne ssaki.